# Son og Hølens kommun
Son og Hølens kommun (norska: Son og Hølen kommune) var en kommun (stadskommun, norska: bykommune) i Akershus fylke i sydöstra Norge. Kommunen omfattade de båda städerna Son och Hølen.

## Administrativ historik
Son og Hølens kommun upprättades den 1 januari 1838 (som Soon og Hølen formannskapsdistrikt) när Formannskapslovene från 1837 trädde i kraft. 
1847 delades kommunen i två och de båda stadskommunerna Son respektive Hølen bildades. Den gamla kommunen hade vid delningen totalt 595 invånare.